# Ahar-Banas-Kultur
Die Ahar-Kultur, auch bekannt als Banas-Kultur ist eine kupfersteinzeitliche archäologische Kultur im Südosten von Rajasthan, Indien. Sie bestand zwischen ca. 3000 und 1500 v. Chr. in den angrenzenden Gebieten der zeitgleichen Indus-Kultur an den Flüssen Banas und Berach. Sie förderten Kupfererz aus dem Aravalligebirge und fertigten daraus Äxte und andere Gegenstände. Weizen und Gerste wurden angebaut.

## Verbreitung
Mehr als 90 Fundplätze der Ahar-Banas-Kultur wurden bis heute gefunden, die sich in den Flusstälern des Banas und seiner Nebenflüsse zu konzentrieren scheinen. Einige Fundplätze mit Schichten der Ahar-Banas-Kultur wurden ebenso in Jawad, Mandsaur, Kayatha und Dangwa in Madhya Pradesh gefunden. Die meisten Fundplätze in Rajasthan befinden sich in den Distrikten Udaipur, Chittorgarh, Dungarpur, Banswara, Ajmer, Tonk und Bhilwara.

## Keramik
Für die Ahar-Banas-Kultur ist eine Schwarz-und-Rot-Ware mit weißen Linien- und Punktverzierungen typisch. Die Formen sind begrenzt: Schüsseln, Becher, schlanke und bauchige Vasen. Daneben kennt die Ahar-Banas-Kultur unverwechselbare helle, glatte Rot-Ware, Braun-Ware, polierte Schwarz-Ware mit Ritzungen, dünnwandige Rot-Ware mit Ritzungen sowie Grau-Ware mit Ritzungen.